# Noordeinde (Nieuwkoop)
Noordeinde (52° 12′ N, 4° 46′ L) é uma cidade dos Países Baixos, na província de Holanda do Sul. Noordeinde (Nieuwkoop) pertence ao município de Nieuwkoop, e está situada a 10 km, a nordeste de Alphen aan den Rijn.
Em 2001, a cidade de Noordeinde tinha 561 habitantes. A área urbana da cidade é de 0.12 km², e tem 196 residências.